# 午餐
午餐（又名午饭、中餐、中饭等）(粵語稱為「晏晝飯」），是指在中午前後一段时间所用的一餐，一般是一天中早餐之後的第二餐。不同文化和地區的午餐不盡相同。在中國大陸及港澳地區，午餐的用餐時間通常在上午十一時至下午二時；在傳統農村社會，中飯多在正午十二時進食，以避開猛烈陽光。

## 世界各地

### 亞洲
在中国的传统中，午餐被认为是一天中的正餐，也是食物和能量的主要补充，有“早餐要吃好，中餐要吃饱，晚餐要吃少”的说法。但對於上班族與學生而言，中午用餐與休息時間大多不長，在有時間壓力的情形下，中餐通常以事先準備或訂購的便當，或是較不需等待太久的餐飲為主，因此所食用的量可能不如晚餐來得豐盛。

### 日本
日本稱為「晝食」(「昼食」，「昼」乃「晝」之異體字)或「中食」，原因是日本沿用中國古代的用法（粵語亦保留類似用法，「下晝」或「晏晝」即「下午」，粵語午餐稱為「食晏」－「食晏晝飯」）。

## 圖集

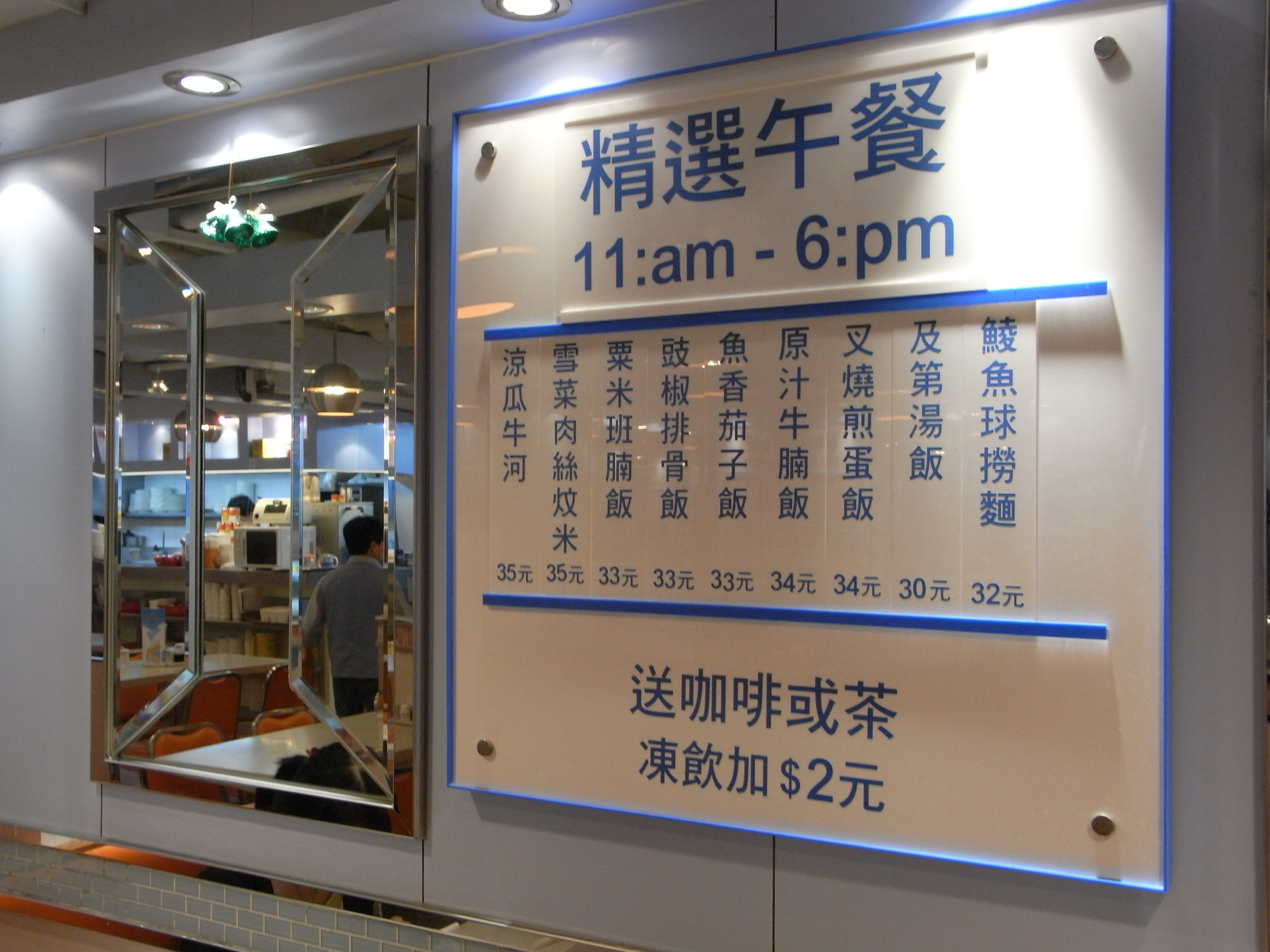
在某些食肆，午餐是晚餐時段前都有供應的套餐
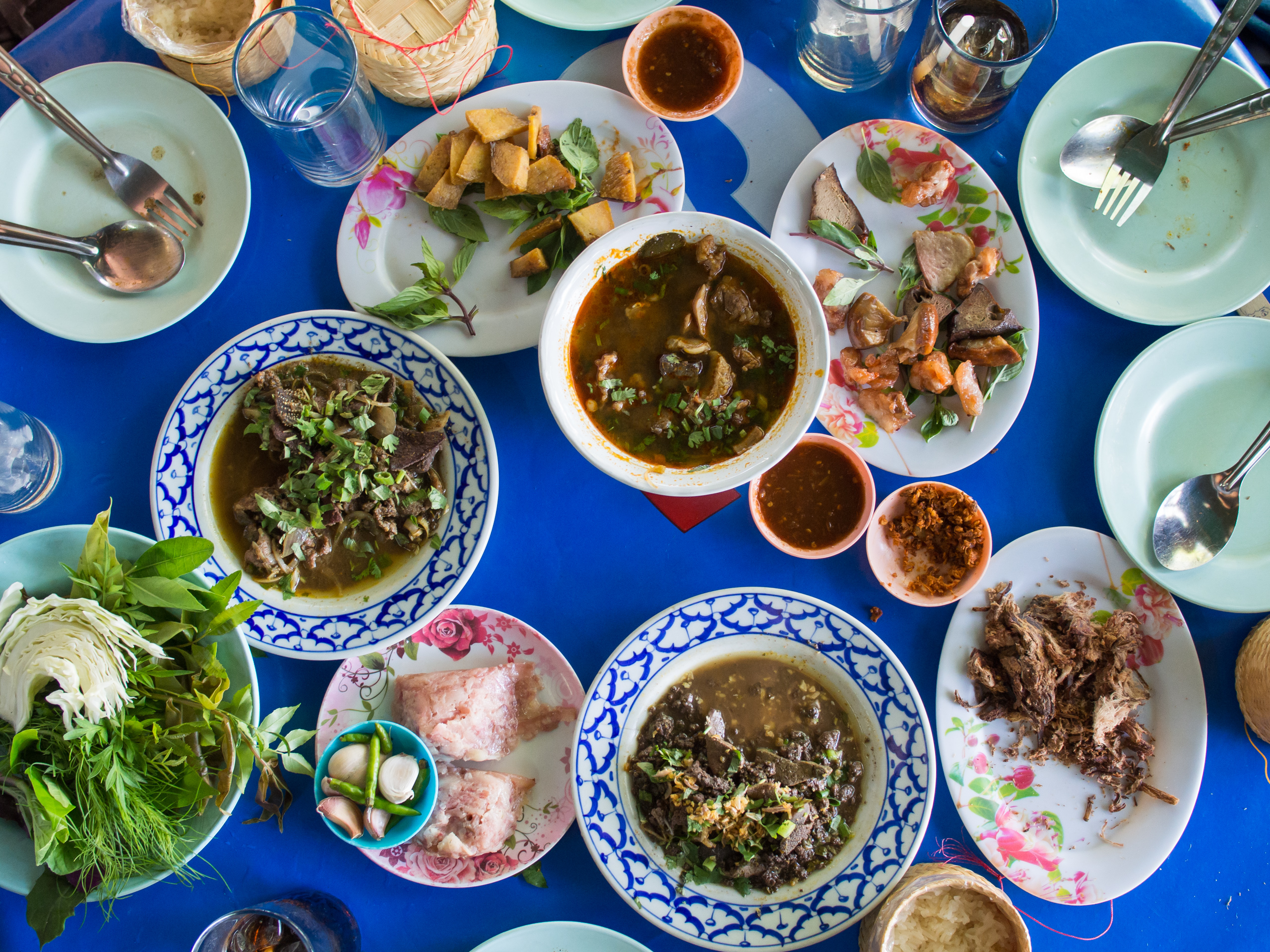
泰式午餐
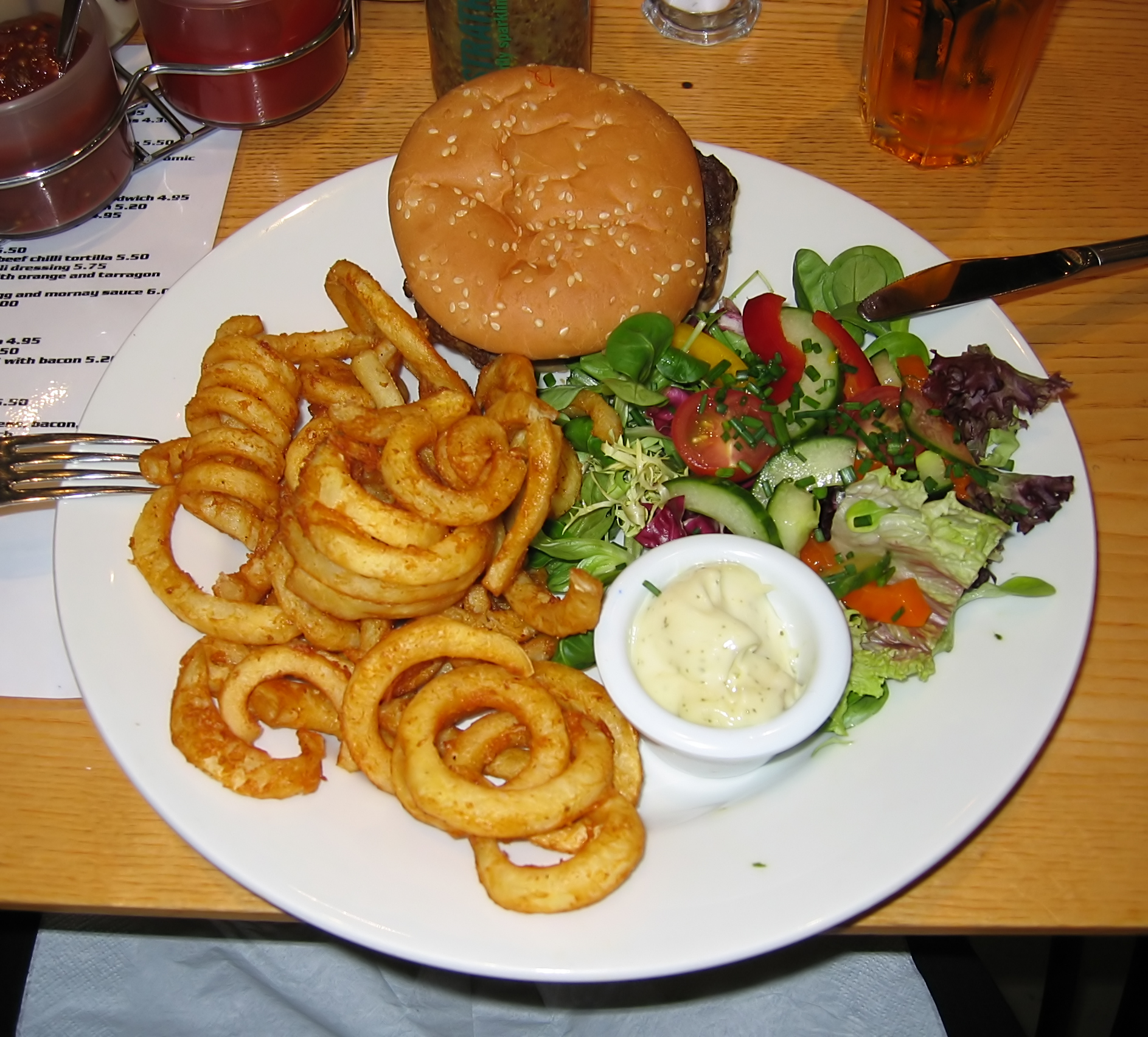
美式套餐
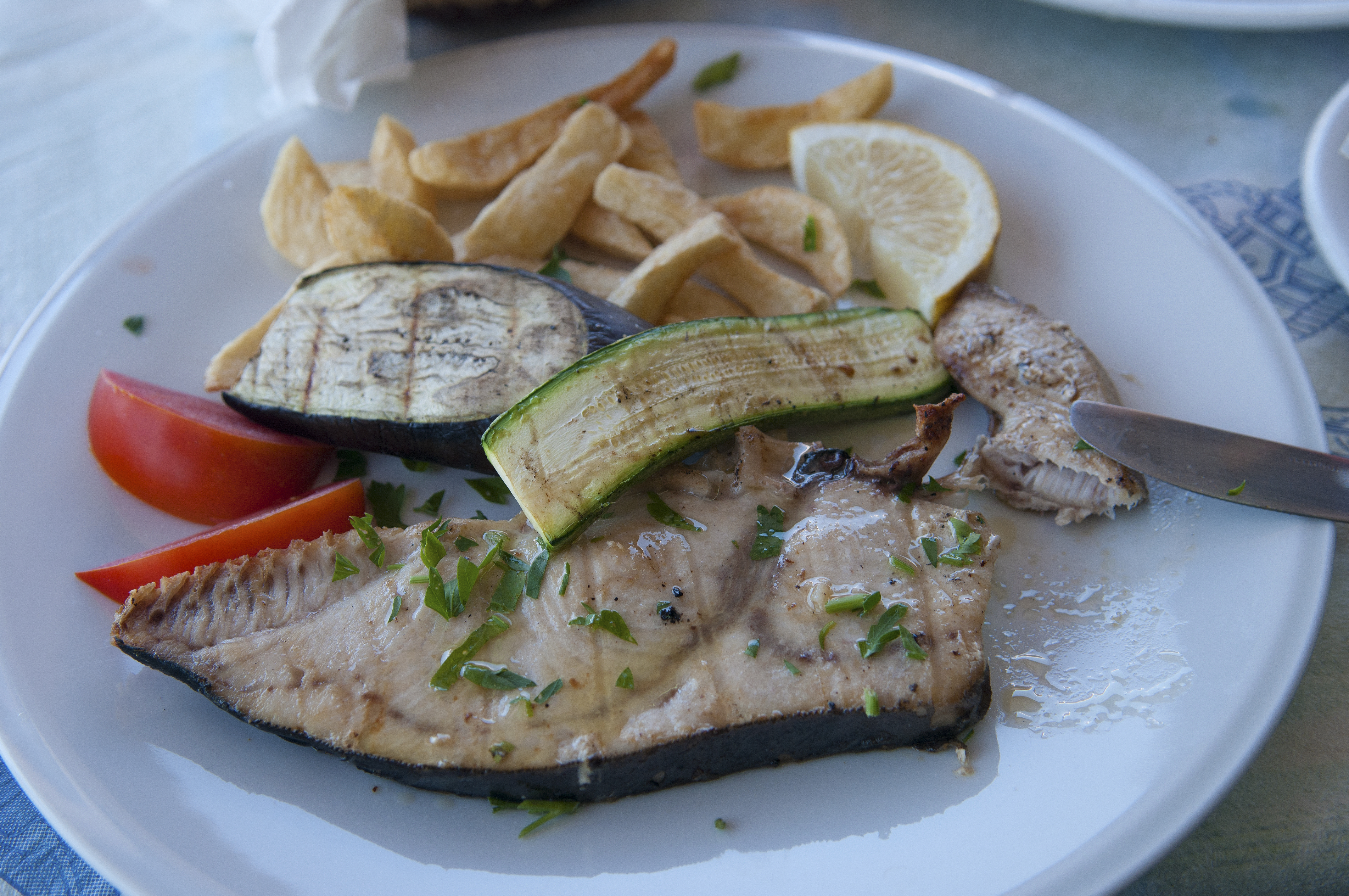
希臘劍魚排套餐
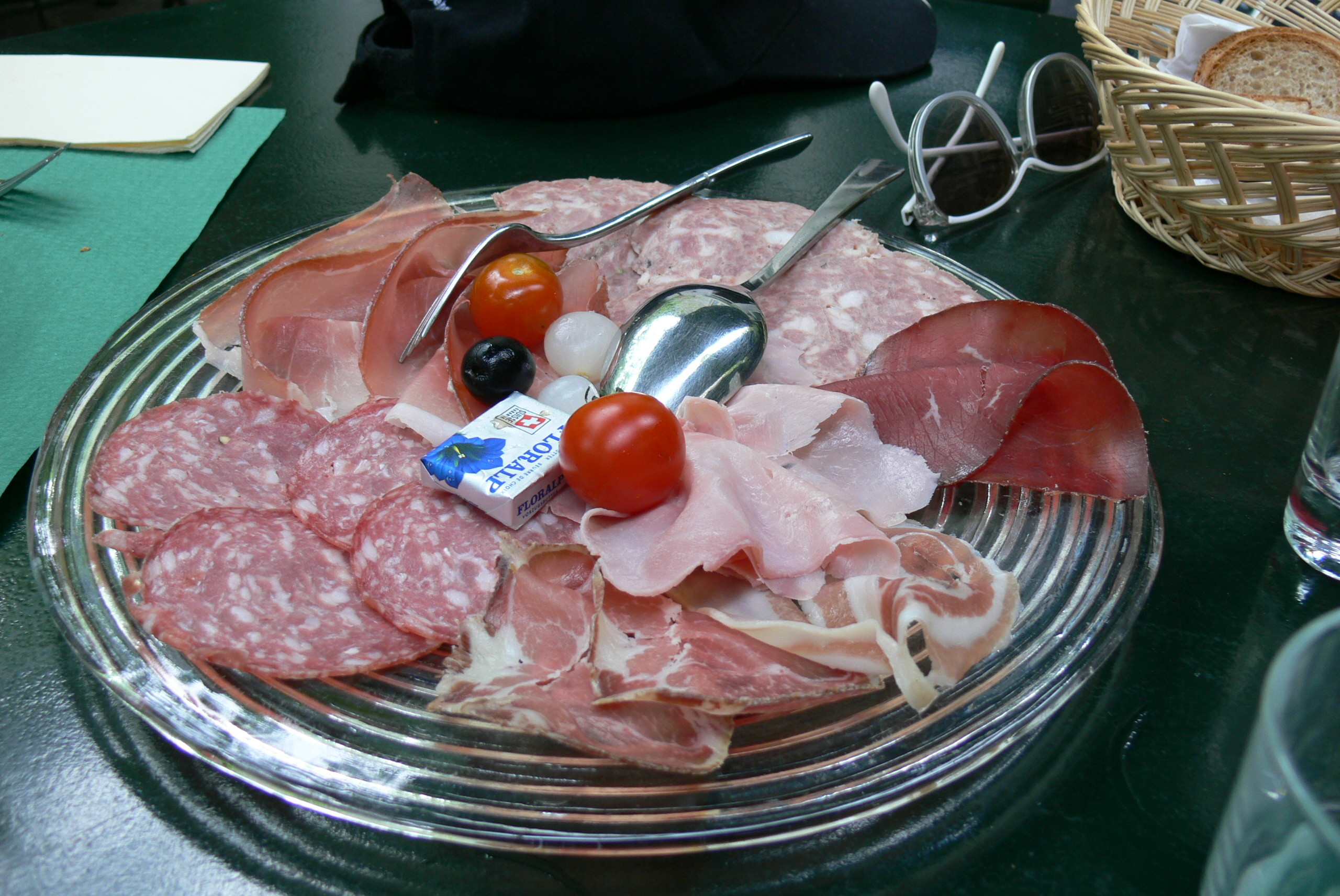
一個凍肉拼盤的午餐
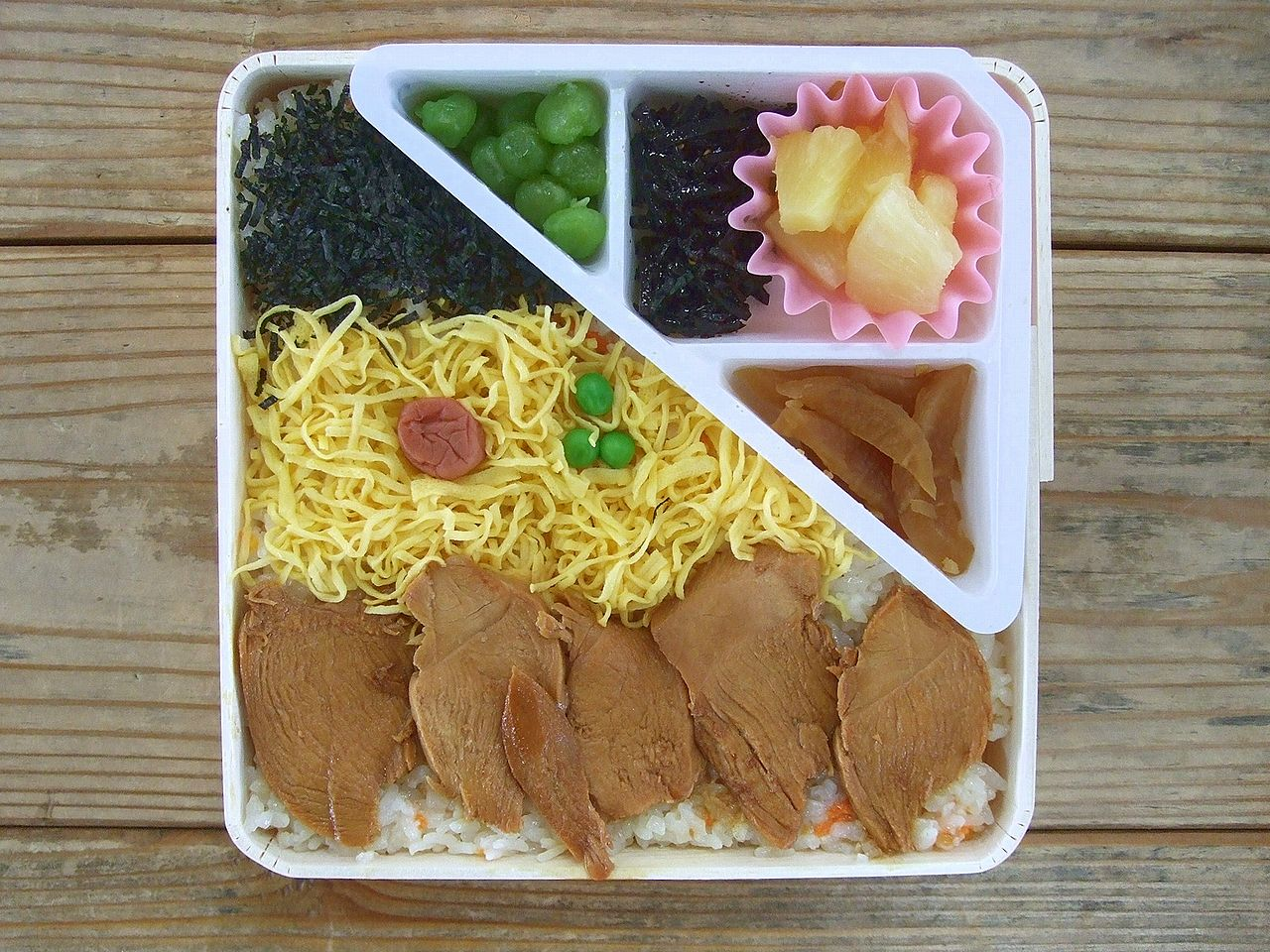
日式午餐飯盒

## 另見
- 早午餐
- 下午茶